# Yandong (socken i Kina, Guangxi)
Yandong (kinesiska: 延东乡, 延东) är en socken i Kina. Den ligger i den autonoma regionen Guangxi, i den södra delen av landet, omkring 430 kilometer nordost om regionhuvudstaden Nanning.
Genomsnittlig årsnederbörd är 2 214 millimeter. Den regnigaste månaden är april, med i genomsnitt 356 mm nederbörd, och den torraste är oktober, med 53 mm nederbörd.